# Balthasar Bekker
Balthasar Bekker (ur. 20 marca 1634, zm. 11 czerwca 1698) – holenderski duchowny oraz autor prac filozoficznych i teologicznych, przedstawiciel kartezjanizmu. Odegrał kluczową rolę w końcu epoki prześladowań za czary we wczesnonowożytnej Europie, sprzeciwiając się przesądom i zabobonom.

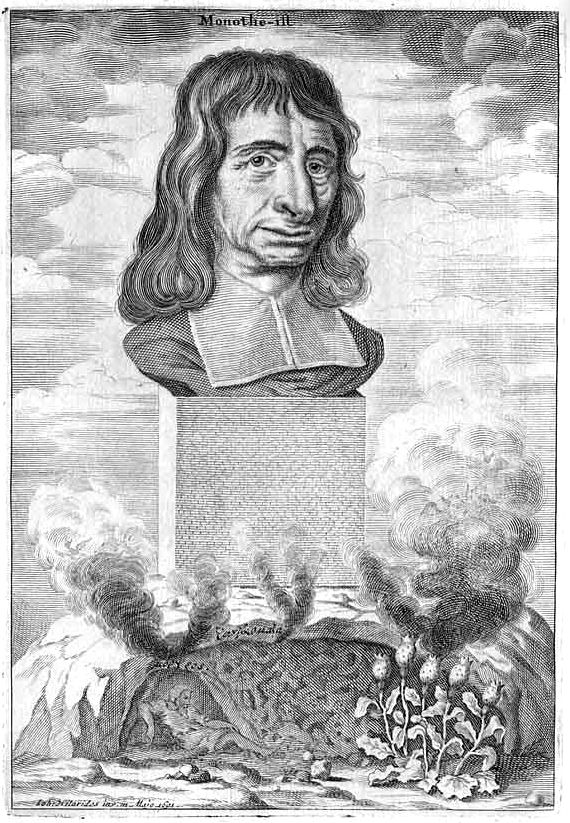
J. Hilarides, Balthasar Bekker (1691)

## Życiorys
Bekker urodził się w Metslawier (Dongeradeel) jako syn niemieckiego pastora z Bielefeld. Uczył się w Groningen u profesora Jakuba Altinga oraz w Franeker. Zostając rektorem lokalnej łacińskiej szkoły, w 1657 roku został mianowany pastorem w Oosterlittens (Littenseradiel) i, jako jeden z pierwszych, rozpoczął nauczanie w niedzielne popołudnia. Jako entuzjastyczny uczeń Kartezjusza napisał kilka prac z zakresu filozofii i teologii, które z powodu wolnomyślności spotkały się ze znaczną wrogością. W swojej pracy „De Philosophia Cartesiana” Bekker twierdził, że filozofia i teologia mają własne odrębne dziedziny badań. Uważał także, że natura nie może być dłużej wyjaśniana w oparciu o Pismo Święte, jak i teologiczne prawdy nie mogą być wywodzone z Natury. Od 1679 roku, po przeniesieniu z Fryzji, pracował w Amsterdamie. W 1683 roku odbył podróż do Anglii oraz Francji. W ciągu dwóch miesięcy odwiedził Londyn, Cambridge, Oksford, Paryż oraz Leuven. W trakcie podróży zainteresował się sztuką fortyfikacji.
Jego najbardziej znanym dziełem było „Die Betooverde Wereld” (1691), przetłumaczone na język angielski i wydane jako „The world bewitched” w 1695 roku. Krytycznie przebadał w nim zjawiska powszechnie przypisywane duchowej ingerencji. Atakuje wiarę w czary i opętanie przez diabła. Zakwestionował też samo istnienie diabła. Książka wywołała wielkie poruszenie i została jedną z kluczowych i najbardziej kontrowersyjnych prac wczesnego Oświecenia w Europie. Bekker stał się heroiczną postacią w walce z obskurantyzmem.
„The world bewitched” jest interesujący jako wczesne studium porównawcze religii. Jednak jego publikacja w 1691 roku doprowadziła do zwolnienia Bekkera z funkcji religijnych. Był sądzony za bluźnierstwo, działanie na szkodę Kościoła oraz rozpowszechniane ateistycznych idei na temat Biblii. W niektórych miastach książka została zakazana, jednak nie w Amsterdamie i Republice Zjednoczonych Prowincji, gdzie w dalszym ciągu wypłacano Bekkerowi wynagrodzenie bez oficjalnego pozbawiania go stanowiska. Zmarł w Amsterdamie.

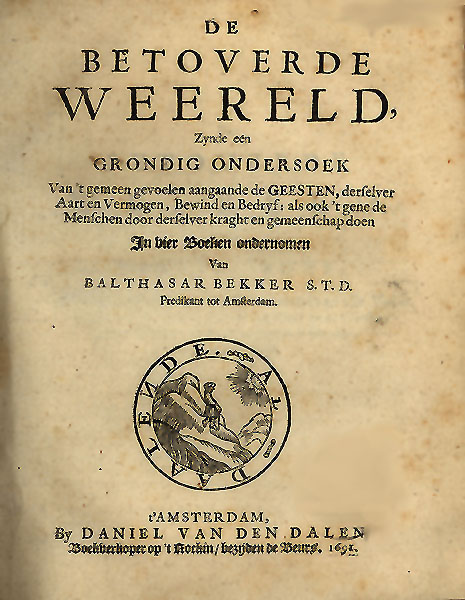
Okładka De betoverde weereld

W lipcu 1698 roku został wybrany na członka Towarzystwa Królewskiego w Londynie.

## Twórczość
- De philosophia Cartesiana admonitio candida & sincera. Bekker, Balth. / Vesaliae / 1668
- The world bewitch'd; or, An examination of the common opinions concerning spirits: their nature, power, administration, and operations. As also, the effects men are able to produce by their communication. Divided into IV parts; Bekker, Balthasar / Translated from a French copy, approved of and subscribed by the author's own hand / printed for R. Baldwin in Warwick-lane / 1695